# Azione Rivoluzionaria
Azione Rivoluzionaria fu un gruppo armato di ispirazione anarchica, con forti legami con l'estrema sinistra, formatosi nel 1977 in Toscana sull'onda della riflessione e del dibattito sulle elaborazioni culturali del situazionismo e della Rote Armee Fraktion (RAF). Il gruppo si sciolse tra il 1979 e il 1981 e alcuni suoi militanti confluirono successivamente in Prima Linea.

## Storia
Azione Rivoluzionaria rappresentava un unicum tra i movimenti armati dell'epoca per la peculiare impostazione organizzativa imperniata su "gruppi di affinità" fondati su una profonda intimità e fiducia tra i loro membri, questo almeno in teoria e come esposto nel primo documento, di fatto vi furono anche adunate o riunioni allargate di militanti conosciuti, prevalentemente studenti, ma anche vecchi operai anarchici, ex partigiani, c.d proletari già prigionieri e libertari di molti altri paesi, ciò che la fece anche denominare ARI, ovvero Azione Rivoluzionaria Internazionale, con tedeschi, francesi, svizzeri e due ex combattenti cileni già legati allo staff del presidente Salvador Allende. (Una delle fonti per i due "azionisti" cileni in SGUARDI RITROVATI, Roma 1995, pp.130-131, testimonianza al Progetto Memoria di Riccardo D'Este.  Noti fra gli azionisti tedeschi, Willy Piroch e Gaby Hartwig, poi sposata con Vito Messana, fonte il procedimento a loro carico con due compagni italiani dopo arresto per trasporto armi verso la Calabria nel 1979. Francesi e svizzeri non citati per tutela giudiziaria., ma erano stati riferimento dei GARI e dei compagni francesi del MIL di Salvador Puig, garrotato dallo Stato spagnolo e riferimento estero di AR, come Serantini lo era stato in Italia e Toscana, dove molti ex faisti anziani non fecero mancare il loro sostegno organizzativo, Ex partigiano anarchico attivo contro le truppe naziste nel Chietino con sabotaggio di ponti e azioni armate fu Fernando Del Grosso, che teneva i contatti fra Faina a Milano e tutta Italia, viaggiando senza posa in treno epullmann nonostante le serie condizioni del suo cuore. Proletari già prigionieri, già in quanto avevano aderito liberi o durante permessi eranstati Cinieri, cognato del ragazzo Di Napoli e vera tragedia famigliare nella generale tragedia della guerra civile sociale di quegli anni. Ex p.p. era anche Monaco, arrestato a Livorno nel fallito rapimento del Neri, e altri erano simpatizzanti della fondamentale area calabrese.
Una delle prime azioni rivendicate dal gruppo fu, il 30 marzo 1977, il ferimento del dott. Mammoli, medico del carcere di Pisa, accusato di non aver curato adeguatamente l'anarchico Franco Serantini, in seguito deceduto per le percosse ricevute al momento dell'arresto. Il 18 settembre dello stesso anno, a Torino venne ferito il giornalista de l'Unità Nino Ferrero. Il 18 ottobre a Livorno fallì un tentativo di rapire l'armatore Tito Neri. Il fallito sequestro portò all'arresto di vari membri del gruppo, Messana, Cinieri, Meloni e Monaco e al mandato di cattura per Gianfranco Faina che dovette entrare in clandestinità e fu il leader riconosciuto dell'organizzazione.
Nel complesso le azioni del gruppo ebbero come obiettivi principali i media, la Democrazia Cristiana in quanto partito allora di governo e quello che vi si era consociato nell'Unità Nazionale, il PCI, sempre senza procurare vittime, a Genova le immobiliari, La Stampa (nella preparazione dell'attentato moriranno due militanti Aldo Marin Pinones “Rico” e Attilio Di Napoli), l'Unità, Corriere della Sera e La Gazzetta del Popolo.
Altre azioni importanti furono gli attentati esplosivi contro il Banco di Roma e alcuni concessionari automobilistici a Roma nell'aprile 1978. Nell'estate dello stesso anno Azione rivoluzionaria sintetizzò le proprie posizioni in un documento intitolato “Appunti per una discussione interna ed esterna”.  Certamente AR pur critico degli esiti e dei modi, non criticò il rapimento Moro, come "da sinistra" primaLinea e Autonomia. Velleità interventiste sul colpo al Centro furono spente dall'autorevolezza di Faina. Nelle carceri speciali invece AR fu vicina a PL e a molti dei compagni del 7 aprile e contro le pretese egemoniche BR nate anche dalla contrapposizione all'Asinara fra Horst Fantazzini e i Br sull'appello al Comitato di Lotta.
Il gruppo operò in Liguria, Lazio, Lombardia, Piemonte, Toscana Valle d'Aosta. e Calabria. I principali esponenti: Gianfranco Faina, Vito Messana Salvatore Cinieri, che insieme ad altre 86 persone vennero inquisiti per queste attività. Cinieri morirà in carcere nel 1979 assassinato da un detenuto comune che lo accusava di non avere sanzionato un compagno, Paghera, genovese ex rapinatore detenuto, cui si rimproverava di aver rivelato un piano di evasione o millantato credito al riguardo. L'omicida si ripeterà tentando di uccidere Moretti e Fenzi nel Carcere di Cuneo nel 1981. Il Paghera con accuse in gran parte false e pilotate fece arrestare gran numero di militanti di AR, specie del gruppo romano e lo stesso avv. Fuga. Faina, capo riconosciuto, fu arrestato a Bologna nell'estate 1979 e durante la detenzione, gli venne diagnosticato un cancro al polmone in fase avanzata, nonostante la quale fu sottoposto, nel settembre 1980, ad un massacrante viaggio dal sud a Genova per processo pretorile senza che l'MGG gli risparmiasse il viaggio di ritorno, cui seguì altro viaggio fino a Milano per ricovero all'Istituto Tumori, aggravando condizioni già critiche e divenute così irreparabili. Nel 1980, durante il processo contro l'organizzazione che si tenne a Livorno tra il 1979 e il 1981, alcuni imputati dichiarano ufficialmente sciolta l'associazione. I giudici concessero a Faina, non senza disumane resistenze, la libertà provvisoria nel dicembre del 1980; due mesi dopo morirà nella sua casa di Vignola. Alcuni militanti ancora liberi finiranno per confluire in Prima Linea. Walter Pezzoli, milanese di Pero, uscito in libertà dopo dieci mesi di detenzione per rapporto con la collaterale area anarcoazionista genovese, e assoluzione nel noro processo del blitz genovese del maggio 1979, aderì alla Alasia e fu ucciso dai Carabinieri del nucleo speciale, che anziché circondarli e catturarli, li seguirono su auto dai finestrini anneriti e i mitra sporgenti per falciare a morte lui e un Serafini quando tentarono di darsi alla fuga.
Nel gennaio 1979 Faina redasse a Milano insieme a due compagni genovesi il secondo documento di AR che segnava il ritorno alla progettualità anarcocomunista con prefigurazione dei provvedimenti da assumere in pur non vicina circostanza rivoluzionaria. il documento uscì su CONTROINFORMAZIONE del febbraio 1979, diffuso ampiamente dai membri del gruppo, ma suscitando le critiche di altre istanze anarchiche estranee ad AR (ved.opuscolo "L.A per C uguale Nihil").